# Tjahynka
Tjahynka (ukrainisch Тягинка; russisch Тягинка Tjaginka) ist ein Dorf in der ukrainischen Oblast Cherson mit etwa 2000 Einwohnern (2001) und einer Fläche von 9,9219 km².

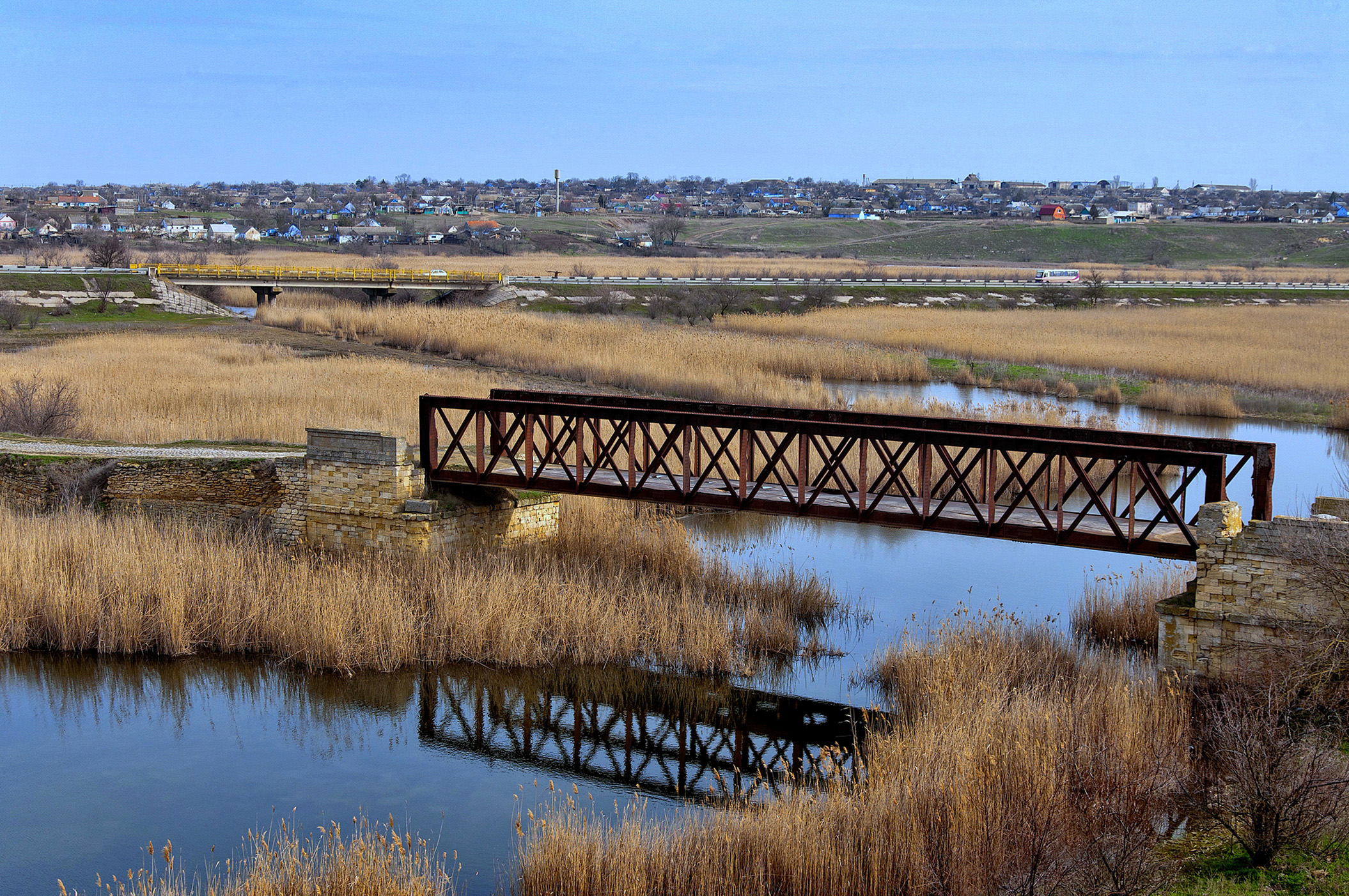
Eisenbrücke aus dem 19. Jahrhundert mit Tjahynka im Hintergrund

Die Ortschaft liegt auf einer Höhe von 17 m an der Mündung der 11 km langen Tjahynka (Тягинка) in den Dnepr, 34 km westlich vom Rajonzentrum Beryslaw und etwa 40 km nordöstlich vom Oblastzentrum Cherson.
Die Hauptwirtschaftsbereiche sind Gemüseanbau sowie Fleisch- und Milchviehhaltung. Des Weiteren werden Obst, Wein, Getreide und Industriepflanzen angebaut. Außerdem gibt es im Dorf einen Steinbruch. Durch das Dorf verläuft die Fernstraße M 14/ E 58 (ehemalige Regionalstraße P–47).

## Geographie
Tjahynka ist das administrative Zentrum der gleichnamigen Landgemeinde (ukrainisch Тягинська сільська громада Tjahynska silska hromada) im Südwesten des Rajon Beryslaw, die von Tjahynka im Westen bis an die Gemeindegrenze zur Siedlung städtischen Typs Kosazke im Osten erstreckt.

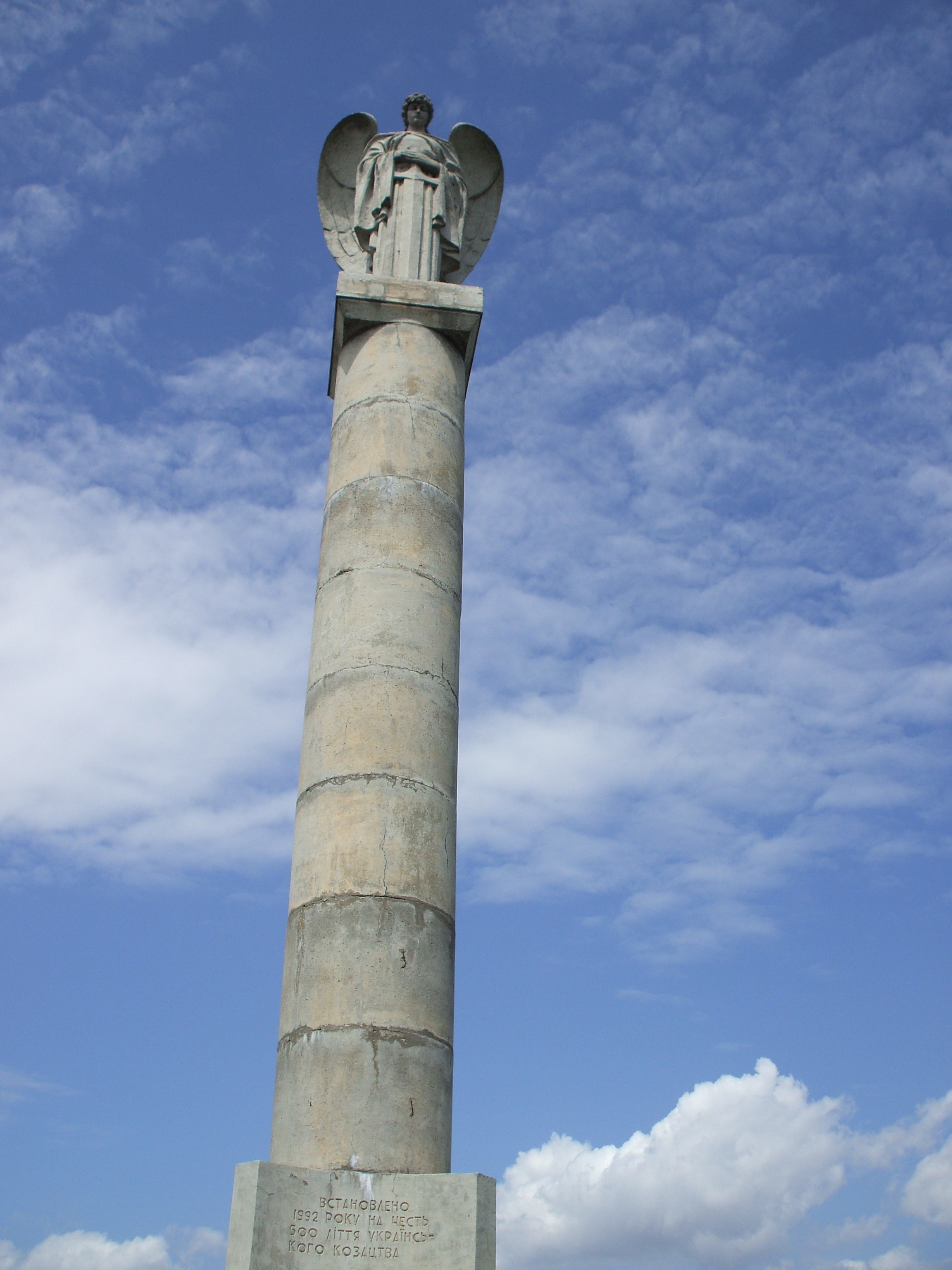
Denkmal zu Ehren des 500. Jahrestages der ukrainischen Kosaken

## Geschichte
Die Geschichte des Dorfes reicht bis zum 15. Jahrhundert zurück. Zu dieser Zeit befand sich an Stelle des Dorfes ein litauischer Außenposten am unteren Dnepr. Nachdem das Gebiet 1491 unter die Kontrolle des Osmanischen Reiches gekommen war, wurde hier die Tyagin-Festung als Teil des Befestigungssystems an der nördlichen Staatsgrenze des Reiches errichtet. Im darauf folgenden Jahr fand nahe der Festung die erste Schlacht zwischen den ukrainischen Kosaken und den Türken statt, die als Feuertaufe und Beginn der Existenz der Saporoger Kosaken gilt. Seit 1992 erinnert ein Denkmal zu Ehren des 500. Jahrestages der ukrainischen Kosaken mit der Figur des Erzengels Michael an dieses Ereignis, das auf den erhaltenen Fragmenten der Festungsmauern in der Nähe des Dnepr-Ufers errichtet wurde. Eine Kosakenabteilung unter der Führung von Ataman Iwan Sirko eroberte 1673 die Festung und 1693 besiegten Kosaken unter Oberst Semen Palij bei Tjahynka eine Abteilung von Krimtataren in der Nähe von Tyaginka. Schließlich wurde die Festung im 18. Jahrhundert zerstört.
Das heutige Dorf Tjahynka wurde 1778 von Bauern aus den nördlichen Provinzen des Russischen Reiches im von den Türken verlassenen Taurien gegründet. Im Dorf befindet sich ein 1992 errichtetes Denkmal für den Hetman Bohdan Chmelnyzkyj. Eine alte Eisenbrücke aus dem 19. Jahrhundert, die 1967 für die Dreharbeiten des sowjetischen Abenteuerfilms „Neulowimyje mstiteli“ (Неуловимые мстители, rundisch The Elusive Avengers) als Dekoration diente, ist erhalten geblieben.

## Verwaltungsgliederung
Am 12. Juni 2020 wurde das Dorf zum Zentrum der neugegründeten Landgemeinde Tjahynka (ukrainisch Тягинська сільська громада/Tjahynska silska hromada), zu dieser zählen auch noch die 9 in der untenstehenden Tabelle angeführten Dörfer sowie die Ansiedlung Matrossiwka, bis dahin bildete es die gleichnamige Landratsgemeinde Tjahynka (Тягинська сільська рада/Tjahynska silska rada) im Westen des Rajons Beryslaw.
Folgende Orte sind neben dem Hauptort Tjahynka Teil der Gemeinde:
| Name                     | Name             | Name                                |
| ukrainisch transkribiert | ukrainisch       | russisch                            |
| ------------------------ | ---------------- | ----------------------------------- |
| Burhunka                 | Бургунка         | Бургунка (Burgunka)                 |
| Lwiwski Otruby           | Львівські Отруби | Львовские Отрубы (Lwowskije Otruby) |
| Lwowe                    | Львове           | Львово (Lwowo)                      |
| Matrossiwka              | Матросівка       | Матросовка (Matrossowka)            |
| Mykolajiwka              | Миколаївка       | Николаевка (Nikolajewka)            |
| Odradokamjanka           | Одрадокам’янка   | Отрадокаменка (Otradokamenka)       |
| Olhiwka                  | Ольгівка         | Ольговка (Olgowka)                  |
| Tawrijske                | Таврійське       | Таврийское (Tawrijskoje)            |
| Wiriwka                  | Вірівка          | Веровка (Werowka)                   |
| Wyssoke                  | Високе           | Высокое (Wyssokoje)                 |

## Weblinks

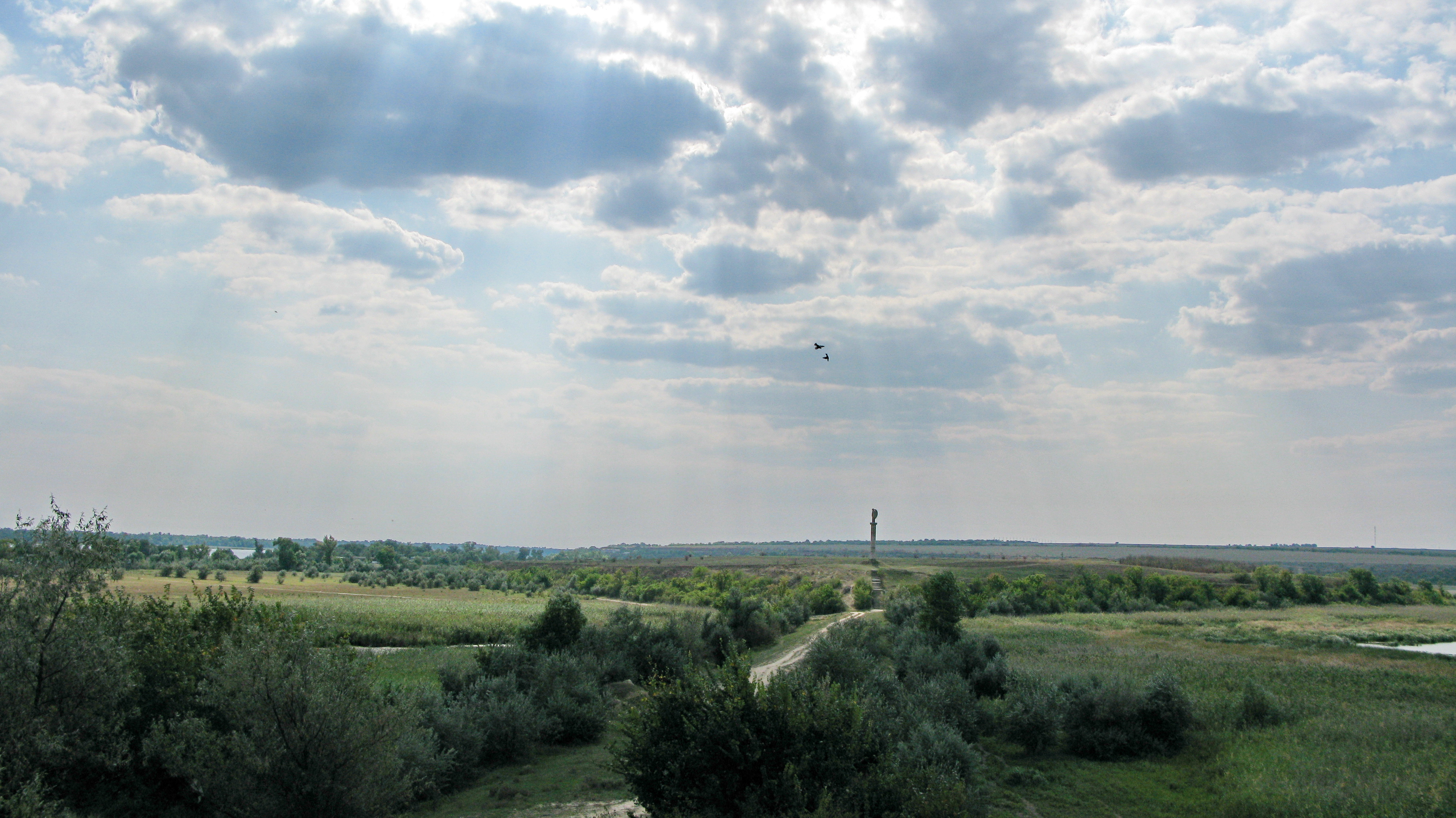
Landschaft bei Tjahynka mit dem Denkmal zu Ehren des 500. Jahrestages der ukrainischen Kosaken
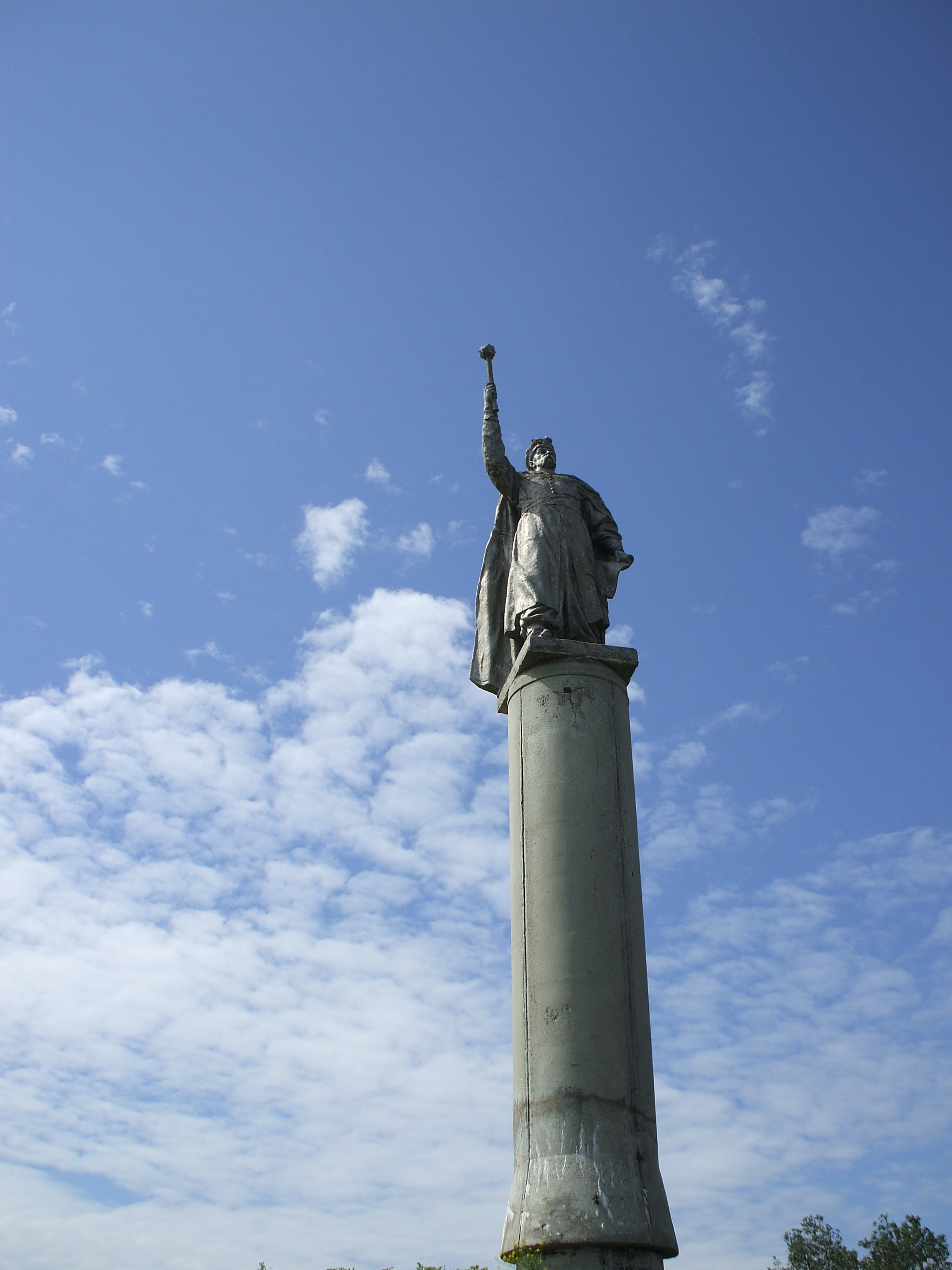
Denkmal für Bohdan Chmelnyzkyj
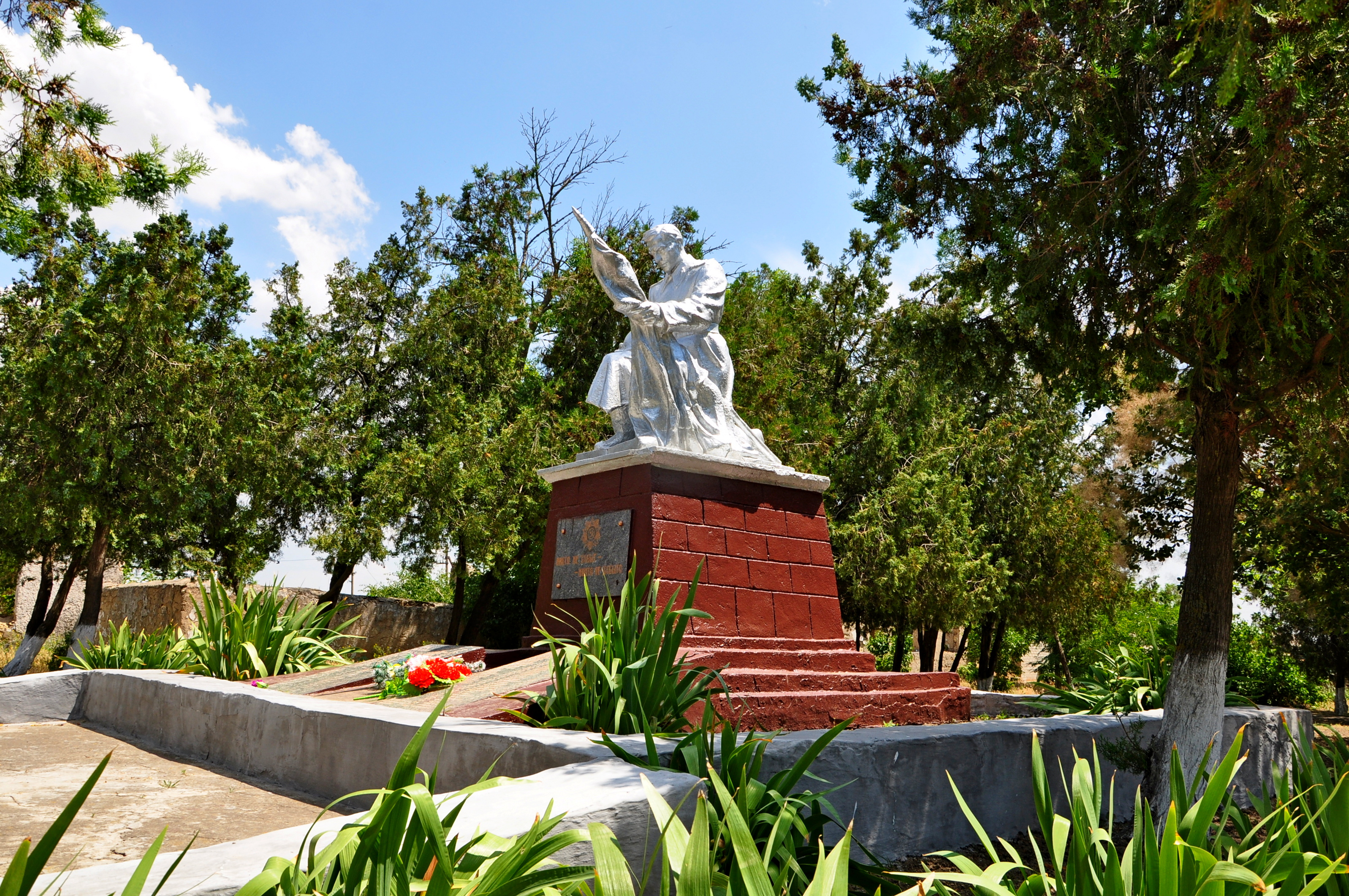
II.-Weltkriegsdenkmal im Dorf